# Bernadett
A Bernadett germán eredetű női név, a Bernát férfinév francia megfelelőjének női párja.
Bernadetta, Detti, Bernarda, Bernardina, Berna, Berni, Betti

## Gyakorisága
Az újszülöttek körében az 1990-es években gyakori név volt. A 2000-es években a 46-76., a 2010-es évek elején a 72-93. helyen szerepelt a 100 leggyakrabban adott női név között, de 2012 óta kiesett ebből a körből, a népszerűsége csökken.
A teljes népességre vonatkozóan a Bernadett a 2000-es évek első évtizedében a 49-52., a 2010-es években a 49-51. helyen szerepelt a 100 leggyakrabban viselt női név között.

## Névnapok
február 18., április 16.

## Híres Bernadettek
- Budai Bernadett kormányszóvívő
- Bette Davis amerikai színésznő
- Ferling Bernadett kézilabdázó
- Gregor Bernadett  színésznő
- Heidum Bernadett olimpikon gyorskorcsolyázó
- Bette Midler amerikai színész-énekesnő
- Bernadette Peters amerikai színésznő
- Szent Bernadett, vagyis Bernadette Soubirous katolikus szerzetesnő
- Szél Bernadett politikus
- Vágó Bernadett musical-énekesnő
- Wiedemann Bernadett opera-énekesnő
- Zágor Bernadett válogatott labdarúgó